# 巴彥塔拉盟
巴彦塔拉盟是1930、1940年代内蒙古历史上的一个盟，盟府設在厚和豪特（厚和特別市，今呼和浩特）。
1937年蒙古聯盟自治政府設巴彥塔拉盟，由德王的亲信补英达赖任盟长，同年12月20日又成立了巴彦塔拉盟公署，公署在原绥远将军府辦公。
抗日戰爭期間，以德王为首的蒙疆联合自治政府将土默特旗和察哈爾盟右翼四旗（綏東四旗）之地设為巴彦塔拉盟，此外還包括归绥（后改名巴彦县）、萨拉齐、清水河、托克托、陶林、丰镇、集宁、凉城、和林格尔、兴和、固阳等15个县、市。大体相当于今日内蒙古自治区呼和浩特市和包头市的南部（大青山以南），以及乌兰察布市大部（除四子王旗）。由于历史变迁，现在的乌兰察布市虽然由乌兰察布盟改制而来，但其位置和辖区范围已经完全偏离最初的乌兰察布盟，而更接近蒙疆政府所設置的巴彥塔拉盟。
1945年日本投降，蒙疆政府垮台，巴彦塔拉盟也自然结束。 